# بارونس ارکزی
بارونس اما ارکزی (انگلیسی: Baroness Orczy; ۲۳ september ۱۸۶۵ – ۱۲ نوامبر ۱۹۴۷ (۸۲ ساله)) با نام کامل: اما ماگدالنا روزالیا ماریا جوزفا بوربالا اورتسی دو اورتسی که معمولاً با نام بارونس اورتسی شناخته می‌شود (نامی که تحت آن منتشر می‌شد) و در میان خانواده و دوستانش با نام اموشکا اورتسی معروف بود، یک رمان‌نویس و نمایشنامه‌نویس بریتانیایی زادهٔ مجارستان بود. او بیشتر به دلیل مجموعهٔ رمان‌هایش دربارهٔ شاهین سرخ، شخصیت دوگانهٔ سر پرسی بلِیکنی، یک اشراف‌زادهٔ انگلیسی ثروتمند که به یک هنرمند فرار باهوش تبدیل می‌شود تا نجیب‌زادگی فرانسوی را از «مدام گیوتین» در دوران انقلاب فرانسه نجات دهد، شناخته می‌شود. او با این اثر، مفهوم «قهرمانی با هویت مخفی» را در فرهنگ عامه بنیان گذاشت.
نمایش شاهین سرخ در تئاتر وست اند لندن در ۵ ژانویهٔ ۱۹۰۵ افتتاح شد و به اثری محبوب در میان مخاطبان بریتانیایی تبدیل شد. برخی از نقاشی‌های اورتسی نیز در آکادمی سلطنتی هنر لندن به نمایش گذاشته شدند. او در طول جنگ جهانی اول، «لیگ خدمات فعال زنان انگلستان» را با هدف توانمندسازی زنان برای متقاعد کردن مردان به ثبت‌نام در ارتش، تأسیس کرد.

## اوایل زندگی
اورتسی در تارنااورش، مجارستان متولد شد. او دختر آهنگساز بارون فلیکس اورتسی دو اورتسی (۱۸۳۵–۱۸۹۲) و کنتس اما واس دو سنت‌اگیِد و سِگِ (۱۸۳۹–۱۸۹۲) بود.
پدربزرگ پدری او، بارون لاسلو اورتسی (۱۷۸۷–۱۸۸۰)، مشاور سلطنتی و شوالیهٔ نشان سیسیلی سنت جرج بود. مادربزرگ پدری او، بارونس ماگدلنا، متولد ماگدلنا مولر (۱۸۱۱–۱۸۷۹)، اصالتی اتریشی داشت.
پدربزرگ و مادربزرگ مادری او، کنت شموئل واس دو سنت‌اگیِد و سِگِ (۱۸۱۵–۱۸۷۹)، عضو پارلمان مجارستان، و روزالیا اپرجسی دو کارولیفِیرور (۱۸۱۴–۱۸۸۴) بودند.
والدین اما در سال ۱۸۶۸، از ترس تهدید انقلاب دهقانی، املاک خود را ترک کرده و به بوداپست نقل مکان کردند. آن‌ها در بوداپست، بروکسل و پاریس زندگی کردند، جایی که اما به تحصیل موسیقی پرداخت اما موفق نشد. سرانجام، در سال ۱۸۸۰، زمانی که اما ۱۴ ساله بود، خانواده‌اش به لندن، انگلستان نقل مکان کردند و در خانهٔ هموطنشان، فرانسیس پیچلر، در شمارهٔ ۱۶۲ خیابان گریت پورتلند اقامت گزیدند. اورتسی در مدرسه هنر وست لندن و سپس در مدرسه هنر فاین هیدرلی تحصیل کرد.
هرچند که او سرنوشت یک نقاش را نداشت، اما در مدرسهٔ هنر با هنری جورج مونتاگو مک‌لین بارستو، یک تصویرگر جوان که فرزند یک روحانی انگلیسی بود، آشنا شد؛ آن‌ها در ۷ نوامبر ۱۸۹۴ در کلیسای سنت مریلبون ازدواج کردند. این آغاز یک ازدواج شاد بود که او آن را «برای نزدیک به نیم قرن، سرشار از شادی، تفاهم، دوستی کامل و هم‌اندیشی» توصیف کرد.

## حرفهٔ نویسندگی
آنها پول بسیار کمی داشتند و اورتزی برای تأمین درآمد کم همسرش، به عنوان مترجم و تصویرگر شروع به کار کرد. تنها فرزندشان، جان مونتاگو اورتزی-بارستو، در ۲۵ فوریه ۱۸۹۹ متولد شد (و در ۱۹۶۹ درگذشت). او اندکی پس از تولد فرزندش شروع به نوشتن کرد، اما نخستین رمان او، شمع‌های امپراتور (۱۸۹۹)، با شکست مواجه شد. با این حال، او با مجموعه‌ای از داستان کارآگاهی در مجله رویال، طرفداران اندکی پیدا کرد. رمان بعدی او، در دوران سلطنت ماری (۱۹۰۱)، موفق‌تر بود.
در سال ۱۹۰۳، او و همسرش نمایشنامه‌ای با عنوان شقایق سرخ نوشتند که بر اساس یکی از داستان‌های کوتاه او دربارهٔ یک اشراف‌زادهٔ انگلیسی به نام سر پرسی بلیکنی، بارت، که اشراف‌زادگان فرانسوی را از انقلاب فرانسه نجات می‌داد، شکل گرفته بود. او این شخصیت را هنگامی که بر روی سکویی در متروی لندن ایستاده بود، تصور کرد. او نسخهٔ رمانی‌شدهٔ این داستان را با همین عنوان به ۱۲ ناشر ارسال کرد. در حالی که این زوج منتظر تصمیم ناشران بودند، فرد تری و جولیا نیلسون نمایشنامه را برای اجرا در تئاتر وست اند لندن پذیرفتند. در ابتدا، این نمایش تماشاگران کمی داشت، اما به مدت چهار سال در لندن اجرا شد و رکوردهای بسیاری را شکست. این نمایش در مجموع بیش از ۲۰۰۰ بار اجرا شد و به یکی از محبوب‌ترین نمایش‌های اجرا شده در بریتانیا تبدیل شد. این اثر به زبان‌های دیگر ترجمه شد و در کشورهای مختلفی به روی صحنه رفت و چندین بار تجدید اجرا شد. این موفقیت نمایشی، فروش گسترده‌ای را برای رمان به همراه داشت. این زوج به منطقهٔ تانِت در کنت نقل مکان کردند.
با معرفی مفهوم «قهرمانی با هویت مخفی» در فرهنگ عامه، شقایق سرخ ویژگی‌هایی را به نمایش گذاشت که بعدها به استانداردهای شخصیت‌های ابرقهرمانی تبدیل شد؛ از جمله علاقه به تغییر چهره، استفاده از یک سلاح مخصوص (شمشیر)، توانایی فریب و غلبه بر دشمنان و به جا گذاشتن یک آناغالیس قرمز در هر مداخلهٔ خود. با جلب توجه به هویت دیگر خود، بلیکنی پشت چهرهٔ عمومی‌اش به عنوان یک خوش‌گذران کم‌هوش پنهان شد و همچنین شبکه‌ای از حامیان، «انجمن شقایق سرخ»، را تشکیل داد که به تلاش‌های او کمک می‌کردند.
اورتزی بیش از دوازده دنباله برای سر پرسی بلیکنی، خانواده‌اش و سایر اعضای انجمن شقایق سرخ نوشت که از میان آنها، من انتقام خواهم گرفت (۱۹۰۶) محبوب‌ترین بود. آخرین کتاب این مجموعه، مامزل گیوتین، در سال ۱۹۴۰ منتشر شد. هیچ‌یک از سه نمایشنامهٔ بعدی او موفقیتی در حد شقایق سرخ کسب نکرد. او همچنین داستان‌های کارآگاهی و ماجراجویی محبوبی نوشت. اثر او، لیدی مالی از اسکاتلندیارد، یکی از نمونه‌های اولیهٔ داستان‌هایی بود که در آن یک کارآگاه زن نقش اصلی را ایفا می‌کرد. دیگر داستان‌های کارآگاهی محبوب او شامل پیرمرد در گوشه بود، شخصیتی که عمدتاً با استفاده از منطق، جرایم را حل می‌کرد. اورتزی یکی از اعضای بنیان‌گذار باشگاه کارآگاهی (۱۹۳۰) بود.
رمان‌های اورتزی، داستان‌هایی پرهیجان و به سبک ملودرام‌های باشکوه بودند و او به داستان‌های تاریخی علاقه داشت. منتقد مری کادوگان اظهار داشت: «کتاب‌های اورتزی بسیار پرشور و به‌شدت فضاسازی‌شده هستند». به عنوان مثال، در آشیانهٔ گنجشک (۱۹۰۹)، سرپرستی خبیث در منطقهٔ پروتستانی کنت، دختر جوان ثروتمند و زیبایی را فریب داده و با تغییر هویت خود به عنوان یک شاهزادهٔ فرانسوی تبعیدی، او را به ازدواج خود درآورد. او بیوهٔ برادر خود را نیز برای کمک به این توطئه متقاعد می‌کند، توطئه‌ای که در آن، یکی از پسران گم‌شده‌اش به‌طور ناخواسته بدنام می‌شود و دیگری توسط این شرور به قتل می‌رسد. اگرچه این رمان هیچ ارتباطی با شقایق سرخ نداشت، ناشر آن را به عنوان بخشی از «مجموعهٔ شقایق سرخ» تبلیغ کرد.